# Stadion Radnika
Stadion Radnika, właściwie Gradski stadion Velika Gorica lub Stadion ŠRC Velika Gorica, stadion w Chorwacji, znajdujący się w mieście Velika Gorica. Na tym stadionie swoje mecze rozgrywa reprezentacja Chorwacji U-21 oraz HNK Gorica. Wcześniej grała tu inna miejscowa drużyna – nieistniejący już klub NK Radnik Velika Gorica. Pojemność stadionu wynosi 8 000 miejsc.

## Opis
Stadion został oddany do użytku w 1987. Został zbudowany na potrzeby Letniej Uniwersjady 1987, która odbyła się w pobliskiej stolicy Chorwacji, Zagrzebiu. Od tego czasu został dwukrotnie odnowiony, w 1999 na 2. Światowe wojskowe igrzyska sportowe w Zagrzebiu, oraz w 2010, by spełnić wymagania licencyjne, po awansie klubu HNK Gorica do 2. HNL. W 2018 do stadionu domontowano oświetlenie.